# Леота, Тревор
Тревор Леота (англ. Trevor Leota, родился 8 февраля 1975 года) — новозеландский и самоанский регбист, игравший на позиции хукера, ныне тренер регбийного клуба «Футскрэй Буллдогс» из австралийского Мельбурна. Играл за сборную Самоа по регби.

## Карьера
В прошлом Леота играл за новозеландскую провинцию Окленд в первенстве регионов страны и команду «Атату». За сборную Самоа он дебютировал в 1995 году во время турне по Великобритании и привлёк внимание Найджела Мелвилля, тренера клуба «Лондон Уоспс», благодаря чему перешёл в стан «ос» в 1997 году. Выступавший на позиции хукера (отыгрывающего), Леота стал одним из наиболее жёстких по захватам регбистов мира. В клубе «Уоспс» он прославился не только благодаря бескомпромиссной игре, но и благодаря выразительным причёскам и дружелюбию вне поля. При этом Леота был слишком склонен к употреблению фаст-фуда, за что в 2004 году за две недели перед финалом Кубка Хейнекен Леоту на сутки поставили под наблюдение, запретив ему покупать продукцию KFC.
В активе Леоты также есть выступление за южноафриканский клуб «Сентрал Читаз» в 2005—2006 годах в Супер Регби. В 2004 и 2010 годах он выступал в регбилиг за клубы низших дивизионов — английский «Вест Лондон Шаркс» из британской Конференции Регбилиг и «Бридженд Блю Буллз» из Валлийской премьер-конференции регбилиг. В сезоне 2008/2009 он играл во Франции за клуб «Стад Монтуа». На уровне сборных Леота прославился как участник чемпионата мира 1999 года от сборной Самоа, а в мае 2001 года провёл один матч за международный клуб звёзд регби «Барбарианс». Карьеру завершил в начале 2010-х, отметившись участием в нескольких благотворительных встречах. 28 мая 2010 года он сыграл товарищескую встречу за клуб «Нанитон» на позиции пропа против команды «Блэкнит». С 27 по 29 мая 2011 года он, выступая за команду звёзд «Инсид Барбарианс» на позиции аут-хава в турнире по регби-10 в Пхукете, отметился победой.

## Личная жизнь
Тревор Леота приходится родственникам таким известным регбистам, как самоанцу Ва'айга Туигамала (играл на чемпионате мира 1999 года), новозеландцам Джона Лому и Кристиану Каллену. Также он является дальним родственником боксёра Дэвида Туа, а через него — и американскому актёру Дуэйну Джонсону.